# Les Oubliés de l'histoire
Pour plus de détails, voir Fiche technique et Distribution.
Les Oubliés de l'histoire est un film belge et marocain réalisé par Hassan Benjelloun, sorti le 3 mars 2010 au Maroc.

## Synopsis
Azzouz décide d’immigrer vers la Belgique, à la recherche d’un quotidien meilleur. Yamna, obligée de fuir, décide de rejoindre Azzouz, son amoureux. A Bruxelles, ils croiseront Nawal, Said, Ben, Tatiana ou Amal, tous piégés par des réseaux d’exploitation des clandestins.

## Fiche technique
- Titre : Les Oubliés de l'histoire
- Réalisation : Hassan Benjelloun
- Scénario : Hassan Benjelloun
- Musique : Youssef El Idrissi et Louis Manceaux
- Photographie : Xavier Castro
- Montage : Julien Foure
- Production Maroc : Rachida Saadi
- Production Belgique : Khalid Fakir et Marwane Rouas[2]
- Société de production : Bentaqueria Productions
- Pays :  Maroc et  Belgique
- Genre : Drame
- Durée : 105 minutes
- Dates de sortie : 
  -  Maroc : 3 mars 2010

## Distribution
- Amine Ennaji
- Celine France
- Abderahim Meniari
- Meriem Ajeddou
- Amal Setta
- Claire Cahen
- Virginie Gardin
- Anaîs Moreau
- Paul-Marie Manin
- Benoît Sacré

## Distinctions
- 2010 : Prix du scénario et du meilleur rôle masculin pour Amine Ennaji au Festival du film de Tanger[3]